# Tabanus flaviscutellatus
Tabanus flaviscutellatus är en tvåvingeart som beskrevs av Schuurmans Stekhoven 1926. Tabanus flaviscutellatus ingår i släktet Tabanus och familjen bromsar. Inga underarter finns listade i Catalogue of Life.